# Маніфест 22 січня

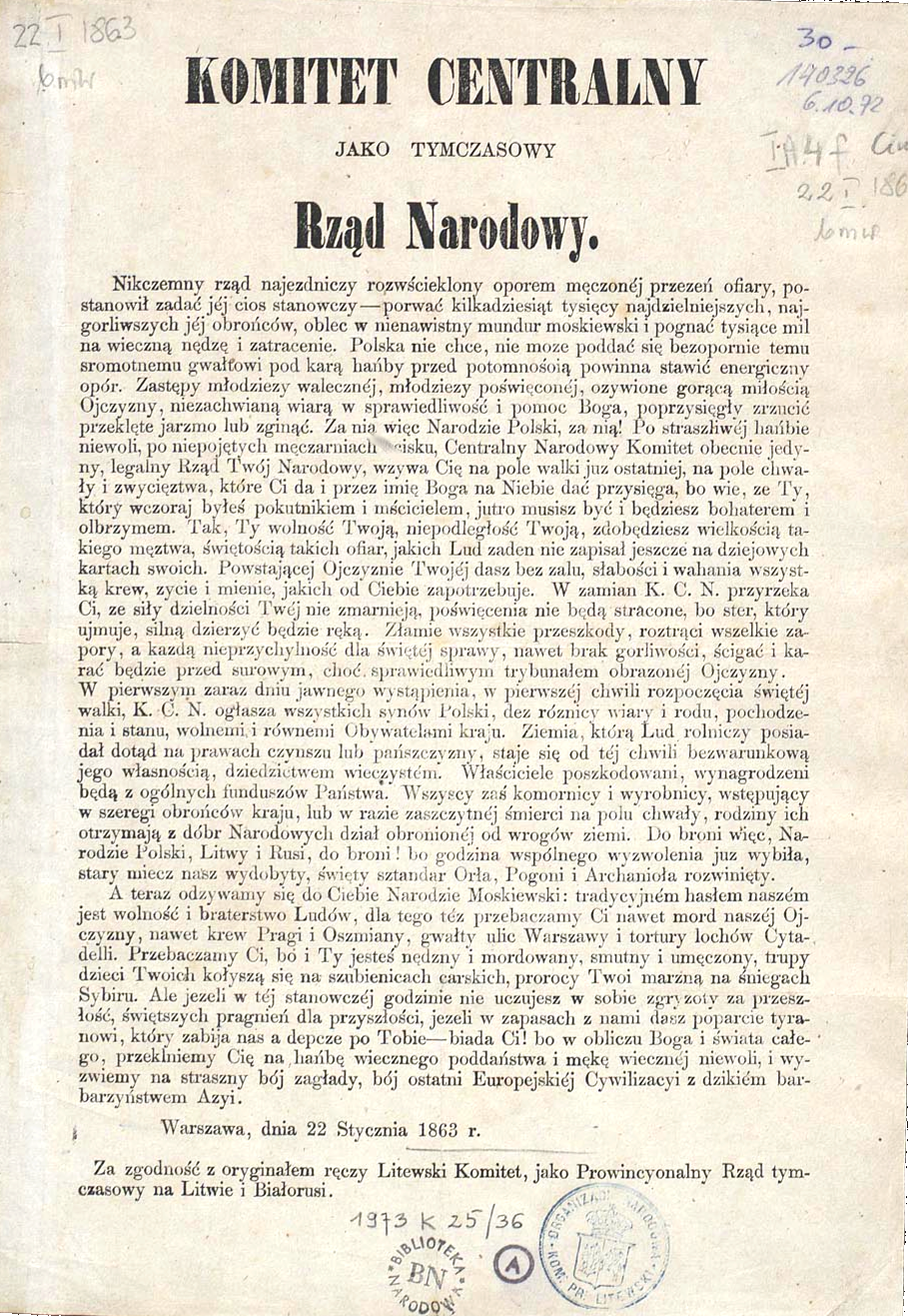
Маніфест Тимчасового національного уряду 22 січня 1863 року

Маніфест 22 січня 1863 року — маніфест, виданий 22 січня 1863 року у Варшаві Центральним національним комітетом, який оголосив про початок Січневого повстання, надання селянам виборчих прав і скасування кріпосного права. Автором Маніфесту була Марія Ільніцька.

## Історія
Маніфест перетворив ЦК на Тимчасовий національний уряд. До боротьби проти Російської імперії було скликано всіх мешканців передділової Польщі — поляків, литовців, русинів і євреїв. Маніфест, оголошений у день вибуху Січневого повстання, надавав права громадянства всім жителям Польщі незалежно від віросповідання, національності та соціального походження. Документ скасовував кріпосне право і надавав селянам право власності на землю, яку вони обробляли, надавав селянам виборчі права. Маніфест був ключовим документом для процесу соціальної та політичної емансипації Польщі.
Передбачалося створення незалежної держави та рівні права для всіх громадян і надання селянам виборчих прав, цитата:
 Контроль за виконанням положень маніфесту здійснювала Національна жандармерія, наприклад, суворо караючи дворянство та чиновників, примушуючи селян платити викуп та оброк. Через недовіру до польського дворянства, підігріту поміщиками, маніфест 22 січня 1863 року більшість селян сприйняла байдуже, а випливаюче з нього виборче право сприйняли з вірою лише імператор Олександр II Романов, і саме його сільські громади, яка визнала його благодійником.

## Дивись також
- Золота Грамота

## Виноски
1. ↑  Stanowisko na 155. rocznicę powstania styczniowego – Partia Razem – Inna polityka jest możliwa!, Partia Razem – Inna polityka jest możliwa! (pl-PL) , 1 грудня 2017
2. ↑  Manifest Tymczasowego Rządu Narodowego та 22 stycznia 1863.
3. ↑  Pacek та Suliński, 2013.
4. ↑  Korczyński, 2022.